# Lomas Estrella (métro de Mexico)
Lomas Estrella est une station de la ligne 12 du métro de Mexico. Elle est située avenue Tlahuac, dans la division territoriale Tláhuac, à Mexico au Mexique.
Elle est mise en service en 2012. Le trafic de la ligne est suspendu, jusqu'à nouvel ordre depuis l'accident survenu sur la ligne le 4 mai 2021.

## Situation sur le réseau

Plan du métro.

Établie en aérien, la station Lomas Estrella, de la ligne 12 du métro de Mexico, est située entre la station Calle 11, en direction du terminus est Tláhuac, et la station San Andrés Tomatlán, en direction du terminus ouest Mixcoac,.
Elle dispose de deux voies et deux quais latéraux.

## Histoire
La station Lomas Estrella est mise en service le 30 octobre 2012, lors de l'ouverture à l'exploitation de la première section de la ligne 12 du métro de Mexico, longue de 24,5 km entre les terminus Mixcoac et Tláhuac. Elle est nommée en référence aux quartiers environnants : Lomas Estrella 1re et 2e sections. Le logo de la station représente l'arrière du Cerro de la Estrella, un site archéologique mésoamérique à l'extrémité sud-est du lac Texoco, surmonté d'une étoile.
En 2014, le service est suspendu pendant plus de douze mois du fait de la découverte de problèmes structurels dans la partie aérienne de la ligne. Le 4 mai 2021, l'écroulement d'un viaduc de la section aérienne, lors du passage d'une rame, provoque un lourd bilan avec environ, 25 morts et 80 blessés. Le trafic est suspendu sur la ligne jusqu'à nouvel ordre.

## Services aux voyageurs

### Accès et accueil
Elle dispose de deux accès : le premier est situé au nord de l'avenue Tláhuac, dans le quartier Lomas Estrella 1a. Secc, et le deuxième, au sud de cette voie, dans le quartier Lomas Estrella 2a. Secc. Elle est équipée d'escaliers et d'escaliers mécaniques et dispose de deux ascenseurs pour les personnes à la mobilité réduite et de plaques de guidages et d'informations en Braille pour les personnes malvoyantes.

### Desserte
Ouverte : du lundi au vendredi à 5 h, le samedi à 6 h et les dimanches et jours fériés à 7 h, Tláhuac est desservie par les rames de la ligne 12 du métro de Mexico, sur la relation Mixcoac - Tláhuac.

Installations
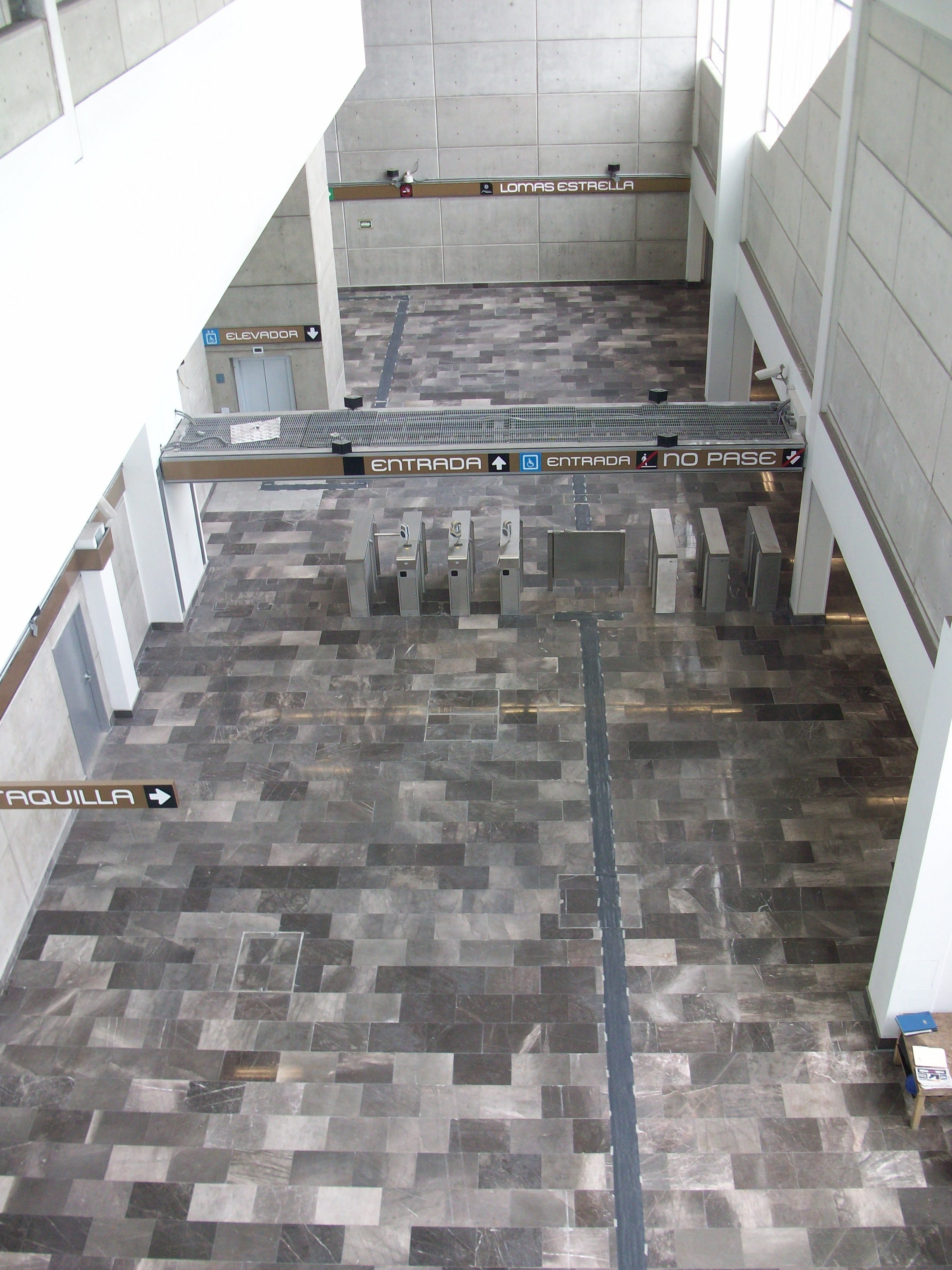
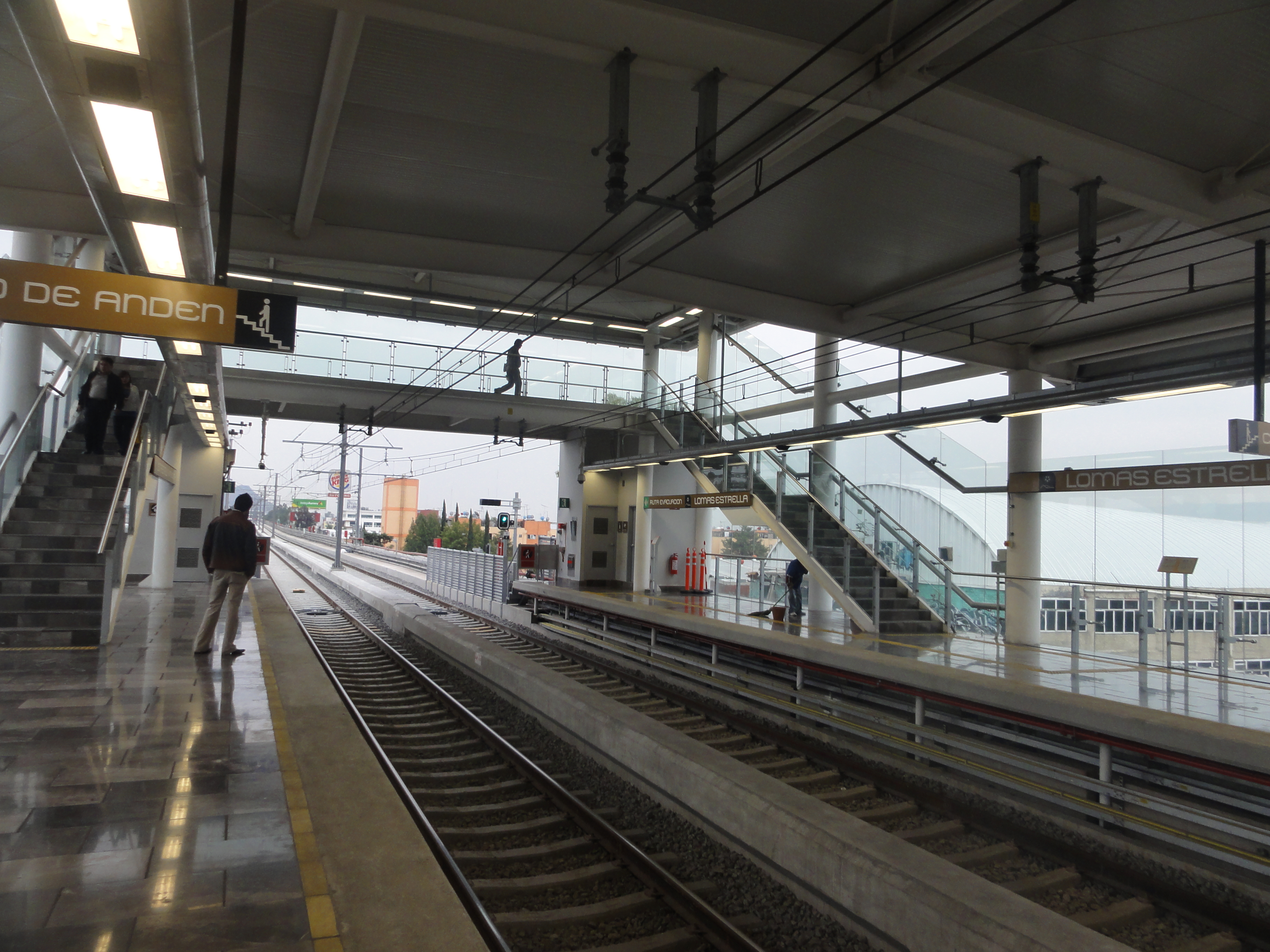
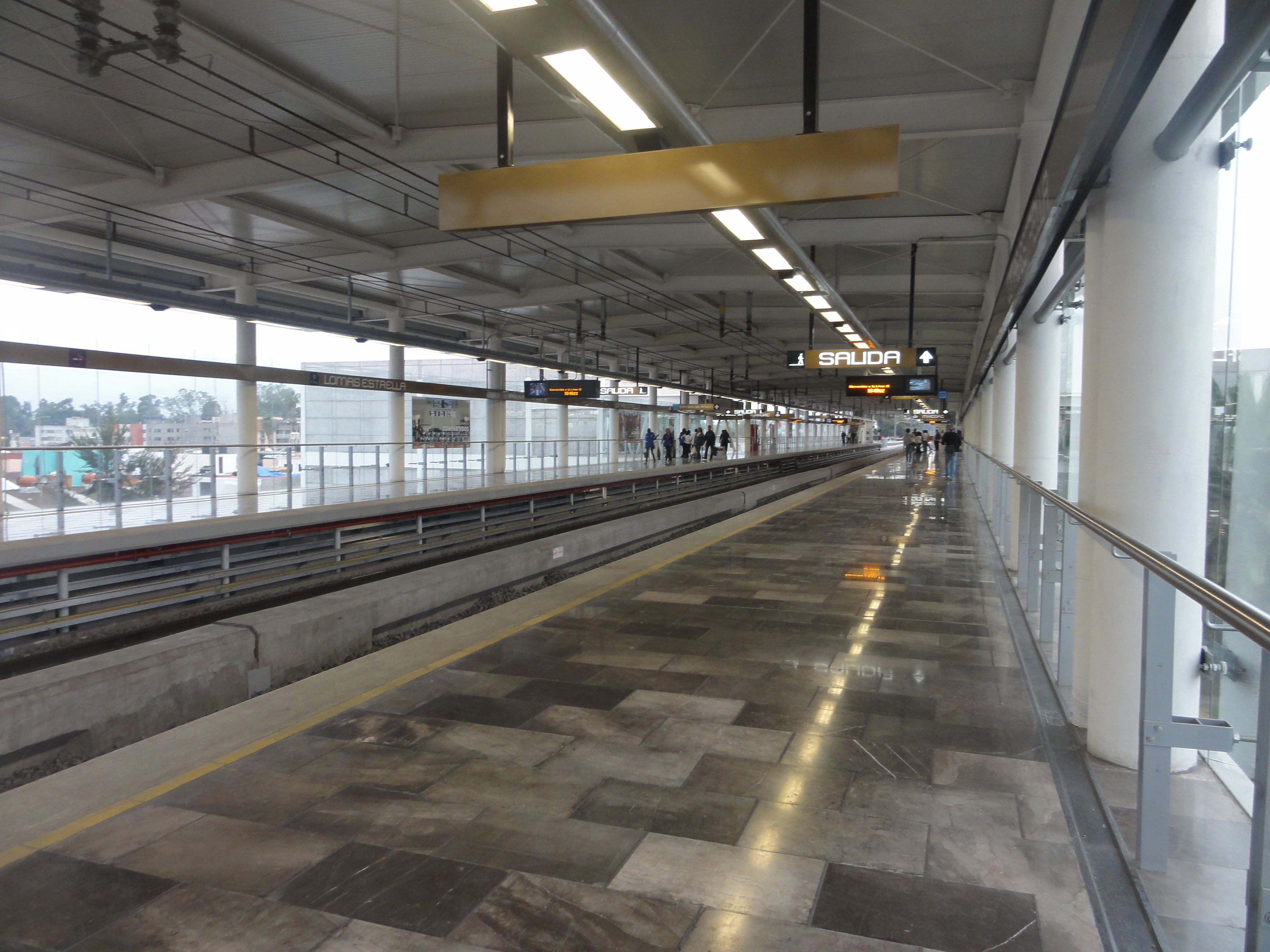

### Intermodalité
Un parc pour les vélos non gardé est présent.